# Marion Rösiger
Marion Rösiger es una deportista de la RDA que compitió en piragüismo en la modalidad de aguas tranquilas. Ganó seis medallas en el Campeonato Mundial de Piragüismo entre los años 1977 y 1979.

## Palmarés internacional
| Campeonato Mundial | Campeonato Mundial    | Campeonato Mundial | Campeonato Mundial |
| Año                | Lugar                 | Medalla            | Competición        |
| ------------------ | --------------------- | ------------------ | ------------------ |
| 1977               | Sofía (Bulgaria)      | Medalla de oro     | K2 500 m           |
| 1977               | Sofía (Bulgaria)      | Medalla de plata   | K4 500 m           |
| 1978               | Belgrado (Yugoslavia) | Medalla de oro     | K2 500 m           |
| 1978               | Belgrado (Yugoslavia) | Medalla de oro     | K4 500 m           |
| 1979               | Duisburgo (RFA)       | Medalla de plata   | K2 500 m           |
| 1979               | Duisburgo (RFA)       | Medalla de oro     | K4 500 m           |